# ميلينغوي

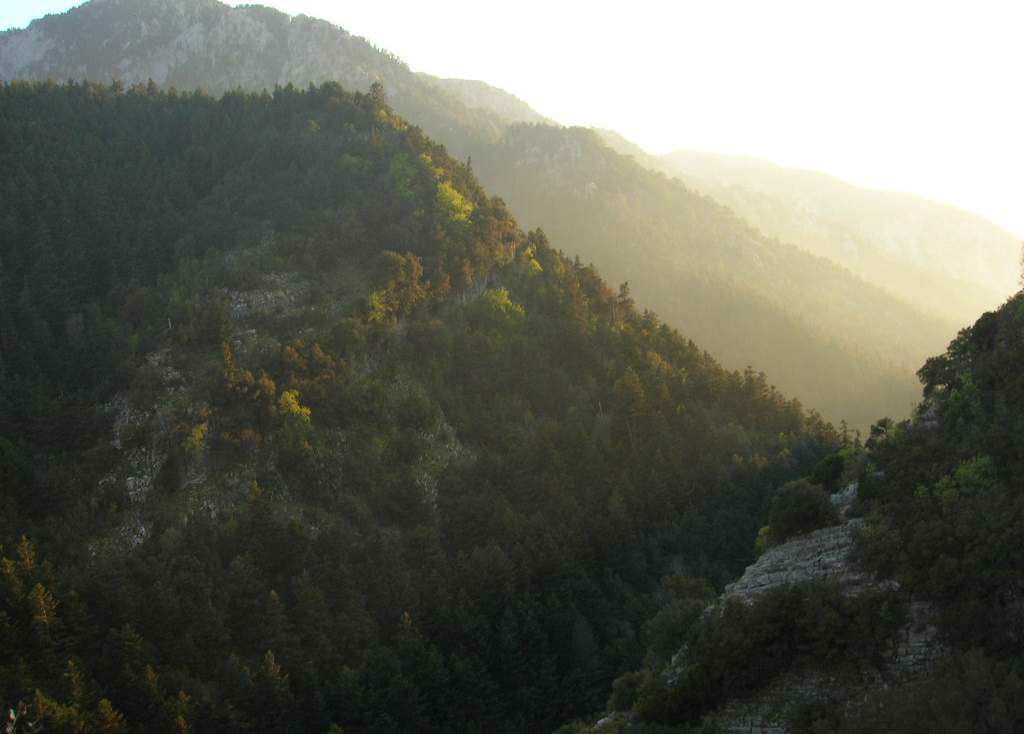

ميلينغوي (باليونانية: Μηλιγγοί)‏ هي قبيلة سلافية استقرت في بيلوبونيز جنوب اليونان أثناء عصر الإمبراطورية البيزنطية في العصور الوسطى. هاجرت هذه القبيلة في بداية القرن السابع من نهر الدانوب بجانب قبيلة إزريتاي وألتي استقرت في سفوح جبل تايجتوس.